# 深田甫
深田 甫（ふかだ はじめ、1934年〈昭和9年〉4月30日 - 2020年〈令和2年〉3月26日）は、日本のドイツ文学者、翻訳家。慶應義塾大学名誉教授。

## 人物
千葉県生まれ、満洲で育つ。慶應義塾大学医学部から経済学部に転じ、1958年卒業、1960年同大学院ドイツ文学科修士課程修了。
若くして『三田文学』に文藝時評を掲載などし、1961年同法学部副手、1962年助手、1965年専任講師、1968年助教授、1970 - 1971年西ドイツハノーヴァー大学に留学、1973年教授、2000年定年となり名誉教授。
E.T.A.ホフマン全集を22年かけて翻訳した。ほかに英語文学も翻訳、1980年代に人気番組「夕やけニャンニャン」で人生相談を担当。その後は「さかえ未来塾」を開いている。
2020年3月26日、心不全のため神奈川県藤沢市の介護施設で死去。

## 著書
- 『沼での仮象 : 詩集』思潮社、1963年1月1日。
- 『「夕ニャン」の先生と一緒に考えてみよう! : ひとりで悩むなんてツマラない』〈Kadokawa books〉、角川書店、1986年4月25日。
- 『ドイツ語翻訳教室』（白水社） 1996.5

## 翻訳
- 『ゴットフリート・ベン詩集』（ゴットフリート・ベン、ユリイカ、海外の詩人双書） 1959
- 『ヘンリー・ミラー』（ヴァルター・シュミーレ]、理想社、ロ・ロ・ロ・モノグラフィー叢書） 1967
- 『モーゼとアロン』（シェーンベルク、音楽之友社、オペラ対訳シリーズ） 1970
- 『革命と不服従のテーゼ 体制主義的行動原理の批判』（ウルリヒ・ゾンネマン、新泉社） 1971
- 『掟なき道』（グレアム・グリーン、創土社） 1971
- 『北回帰線からの手紙』（ヘンリー・ミラー、中田耕治共訳、晶文社） 1972
- 『エジプトのイサベラ』（ルートヴィヒ・アヒム・フォン・アルニム、国書刊行会、世界幻想文学大系4） 1975
- 『夢の象徴学』（G・H・シューベルト、青銅社、ドイツ・ロマン派叢書） 1976
- 『ベートーヴェン 32のソナタと演奏家たち』中 （ヨーアヒム・カイザー、春秋社） 1984
- 『ブレンターノ / アルニム』（国書刊行会、ドイツ・ロマン派全集4） 1984.6
  - 「ちいさなちいさな物語」（ベッティーナ・フォン・アルニム）
  - 「雀の遺した書誌から - 朝のひとときのためのお話」（ギーゼラ・フォン・アルニム）
- 『往復書簡』（テオドール・アドルノ, エルンスト・クシェネク、みすず書房） 1988.9

### E・T・A・ホフマン
- 『ちびのツァッヒェス、ブランビルラ王女・他』（創土社、ホフマン全集8） 1971
- 『夜景作品集』（創土社、ホフマン全集3） 1971
- 『牡猫ムルの人生観』（創土社、ホフマン全集7） 1972
- 『蚤の親方、最期の物語集 2』（創土社、ホフマン全集9） 1974
- 『カロ風幻想作品集 1』（創土社、ホフマン全集1） 1976
- 『力口風幻想作品集 2』（創土社、ホフマン全集2） 1979.5
- 『セラーピオン朋友会員物語 1』（創土社、ホフマン全集4） 1982.10
- 『セラーピオン朋友会員物語 2』（創土社、ホフマン全集4-2） 1988.7
- 『くるみわり人形』（ポプラ社、こども世界名作童話) 1989
- 『セラーピオン朋友会員物語 3 - 4』（創土社、ホフマン全集 5-1・2） 1990 - 1993
- 『悪魔の霊液』（創土社、ホフマン全集6） 1993.7／改題『悪魔の霊酒』（ちくま文庫 上下） 2006